# ヒップアップ
ヒップアップは、島崎俊郎、川上泰生、小林進の3人からなる日本のお笑いユニット。当時の所属事務所は渡辺プロダクション。
トリオとしての活動は1990年辺りから縮小して、個々での活動が中心となっていたが、現在は小林と島崎が死去したため、存命者は川上のみとなっている。

## 歴史
小林進（小林すすむ）は長野県の高校を卒業後、上京して喫茶店のウェイターを振り出しに、スナックに転職し、その店のマスターからギターの手ほどきを受け弾き語りを始めた。島崎俊郎は京都府の高校を卒業後上京し、道路工事の肉体労働などのアルバイトで食いつないでいた。川上泰生は大分県の高校を卒業後、運送会社のトラック運転手や、廃品回収、バキュームカーの運転手などをしていた。川上がたまたま、会社の社長と新宿に飲みに行ったら、スナックで小林が「神田川」をおかしく唄っていて、川上が思わず飛び入りしてそれに加わると、もう一人入ってきたのが島崎で、3人はたちまち意気投合した。六畳一間で共同生活を始めたが、3人とも芸能界に憧れていることが分かり、始めは真面目な歌のトリオを目指し、知り合いのスナックに出演したら、歌い出すとお客が笑い出し、「おかしいな」と疑問を感じていた時、テレビで観たB&Bにビックリする。目指すのはここだと悟り、ギター漫談をベースとしたお笑いトリオにシフトを決める。1980年年末にB&Bが司会を務めたフジテレビ系列の昼帯バラエティ『笑ってる場合ですよ!』の1コーナー「お笑い君こそスターだ!」に挑戦して勝ち抜き、1981年1月、同番組からデビューを飾った。
元々はそれぞれ、クレージーキャッツの付き人を務めた。その後、島崎と川上は1978年に付き人仲間で結成されたコントグループサンズンズに在籍。1979年にサンズンズから独立した島崎と川上に小林を加え、トリオを結成。1980年年末に、「笑ってる場合ですよ!」の「お笑い君こそスターだ!」で優勝したのをきっかけに、一気にブレイクした。翌年の1981年に横澤彪が手がけたフジテレビ『THE MANZAI』に出演する他、『オレたちひょうきん族』にも特番時代の第1回からレギュラー出演し、「ひょうきんな青春」という単独コーナー枠を持った。漫才ブーム収束後も、「ひょうきんベストテン」のコーナーで“フラワーダンシングチーム”としてコント赤信号と共に一世を風靡した。全盛期には「アイドル並みな人気があった」（島崎談）そうである。
また『ものまね王座決定戦』では、淡谷のり子の物まねで「なんてったってアイドル」の最初の部分を繰り返す演目で爆笑を呼んだ。ちなみにヒップアップが出演したことで同事務所で後に「ものまね女四天王」の一人として成長した松本明子が出演できた切っ掛けになった。
当初は常に3人で話し合ってネタ作りをしていたが、後半になって放送作家の益子強（サラダ党）が参加してネタを作った。駆け出し時期の三谷幸喜もネタを提供したことがある。
その後、次第にヒップアップとしての活動は自然消滅状態となり、三者全員別々の事務所に移籍したことから永く事実上の解散状態にあった。
島崎はタレントとして、小林は俳優として東京での活躍を継続。川上は地元九州に戻り、福岡に活躍の場を移し、『めんたいワイド』などに出演（詳細はメンバー個々の項目を参照）。川上が活躍の場としている福岡の番組では、時折再結成と称し三人でネタを披露することもあった。
3人のうち、小林は2012年5月16日、スキルス性胃がんと肝硬変のため、58歳で死去し、島崎は2023年12月6日、急性心不全のため、68歳で死去している。

## 芸風
立ち位置は左から川上・島崎・小林。
小林がギター伴奏をする中、島崎・川上が青春ドラマ風のコントを繰り広げ、時折小林がナレーション的な突込みもしくは解説を入れるネタのパターンが多かった。ネタのタイトルは主に「○○の青春」、または「○○に賭けた青春」
ネタのエンディングには、島崎と川上が両手に鈴（プラスベル）を持って鳴らし、小林がギターを演奏しながら『♪それでは、お別れしましょ。あなたと、サヨナラしましょ。バイバイバイバイ!!バイバイバイバイ!!御機嫌、うるわしゅう～♪』（二葉あき子の『さよならルンバ』の替え歌）を付けていた時期があり、このネタは川上が作曲。またこのエンディングの流れは、後にフジテレビ系列で放送された「北野ファンクラブ」内の｢北野ミュージカル パンツ･宝塚｣においてパロディ化された。
ちなみに2013年まで活動していた中日ドラゴンズの応援団、全国中日ドラゴンズ私設応援団連合加盟団体がビジター球場において、相手（ホーム）チームの投手が打ち込まれて降板する際にこの曲の一部を改変して演奏を行っていた。

## 受賞歴
- 1980年12月
  - フジテレビ 「笑ってる場合ですよ!」内包コーナー「お笑い君こそスターだ!」5週勝ち抜きチャンピオン
- 1982年
  - 第10回 日本放送演芸大賞ホープ賞

## 出演

### テレビ番組
- 笑ってる場合ですよ!（1981年 - 1982年、フジテレビ）
- オレたちひょうきん族（1981年 - 1989年、フジテレビ）
- THE MANZAI（1981年 - 1982年、フジテレビ）
- 初詣!爆笑ヒットパレード（1982年 - 1989年、フジテレビ）
- 笑ってサヨナラ'80・'81東西BEST漫才!（1981年、TBS）
- 火曜ワイドスペシャル（フジテレビ）
  - 第12回 オールスター紅白水泳大会（1981年7月7日）- 紅組副応援団長
  - 第13回 オールスター紅白水泳大会（1982年8月3日）
  - 第9回 オールスター寒中水泳大会（1982年1月26日）- 白組応援団長
- 新春スターかくし芸大会（1982年 - 、フジテレビ）
- YOU (1982年4月24日、NHK教育)
- 大爆笑!!年忘れ!お笑いグランプリ（1982年12月31日、TBS）
- スターどっきり(秘)報告（1983年5月12日、フジテレビ）
- オールスターものまね王座決定戦→爆笑!スターものまね王座決定戦 （1984年 - 1989年、フジテレビ）
- さんまのまんま（1985年10月28日、関西テレビ）
- 迎春ドラマスペシャル・夫婦善哉（1990年1月1日、関西テレビ）

### CM
- 大阪ガス ニュージェットフロー（1984年）[7]

## 音楽

### シングル
1. 街角グラフィティ〜涙のおちないくん〜／おちない小唄（1981年、ポリドール・7DX-1123）
2. さよなら同封〜まさしく運命!〜／ハート & ハート〜 不思議な国のお笑い三人組〜（1982年、キティレコード・7DS-0002）
3. 可愛いひとよ／尼寺慕情（1983年7月21日、SMS・SM07-234）

### アルバム
1. THE GREAT SHOW（1982年、キティレコード・25MS-0005）
  1. The Great Show
  2. 三馬鹿サンバ
  3. セーラー服とお嫁さん
  4. 涙のつっぱりボーイ
  5. アホみたい
  6. それからの若大将
  7. セントラル・アベニュー
  8. 肉感アルバイトニュース
  9. 泣きたくなるほどのブランド少女
  10. さよなら同封
  11. 愛しあってるかい
  12. ハート&ハート
2. サラダ・ボーイズ（1983年8月25日、SMS・SM28-5401）
  1. ゲートボール・ヒーロー
  2. 恋娘
  3. 愛がこっそり
  4. 愛の旅人 (I'm Just A Dreamer)
  5. あこがれの街
  6. 恋人よ! 走っておいで
  7. 尼寺慕情
  8. 可愛い人よ
  9. 青年
  10. ライブハウス